# ذکا الرومی
ذکا الرومی (انگلیسی: Dhuka al-Rumi; درگذشته ۱۱ اوت ۹۱۹) یا ذکا الاعور فرمانروای مصر در دوران خلافت عباسی بود. وی از مسیحیان یونان بیزانس بوده که به دین اسلام گرویده بوده.